# Nicodàmids
Els nicodàmids (Nicodamidae) són una família d'aranyes araneomorfes. Són aranyes de mida petita o mitjana que fan teranyines en llençol als terres dels boscos d'eucaliptus. En la majoria dels casos el cefalotòrax i les potes són totes vermelles i l'abdomen negre.
Tots els gèneres viuen a Austràlia i un, Dimidamus, també es troba a Nova Guinea.

## Sistemàtica
Segons el World Spider Catalog, amb data de desembre de 2018, hi ha 7 gèneres (amb 27 espècies):
- Ambicodamus Harvey, 1995 – Austràlia
- Dimidamus Harvey, 1995 – Austràlia, New Guinea
- Durodamus Harvey, 1995 – Austràlia
- Litodamus Harvey, 1995 – Austràlia
- Nicodamus Simon, 1887 – Austràlia
- Novodamus Harvey, 1995 – Austràlia
- Oncodamus Harvey, 1995 – Austràlia

### Superfamília
Els nicodàmids havien format part dels dictinoïdeus (Dictynoidea), una superfamília formada per sis famílies entre les quals cal destacar pel seu nombre d'espècies els dictínids (562) i els anifènids (508).
Les aranyes, tradicionalment, havien estat classificades en famílies que van ser agrupades en superfamílies. Quan es van aplicar anàlisis més rigorosos, com la cladística, es va fer evident que la major part de les principals agrupacions utilitzades durant el segle XX no eren compatibles amb les noves dades. Actualment, els llistats d'aranyes, com ara el World Spider Catalog, ja ignoren la classificació de superfamílies.